# Bộ (Chính phủ Việt Nam)
Bộ là cơ quan của Chính phủ, thực hiện chức năng quản lý nhà nước đối với ngành, lĩnh vực trong phạm vi cả nước; quản lý nhà nước các dịch vụ công thuộc ngành, lĩnh vực. Hiện tại Chính phủ Việt Nam đang có 14 bộ và 3 cơ quan ngang bộ.

## Từ nguyên
Từ "Bộ" bắt nguồn từ các bộ từng tồn tại dưới các triều đại phong kiến. Dưới thời phong kiến, đứng đầu một bộ là "Thượng thư", còn hiện tại đứng đầu một bộ là "Bộ trưởng".

## Lịch sử
Sau Cách mạng Tháng Tám, Chính phủ Cách mạng lâm thời được thành lập với 13 bộ, nhưng lại có tới 15 vị bộ trưởng, trong đó có 2 người là bộ trưởng không bộ. Đầu năm 1946, Chính phủ Liên hiệp Lâm thời được thành lập với 15 bộ và 16 bộ trưởng, trong đó có một bộ trưởng không bộ. Trong hai chính phủ đầu tiên của Nhà nước Việt Nam, Hồ Chí Minh phải kiêm nhiệm Chủ tịch nước và bộ trưởng ngoại giao, đến chính phủ thứ ba là Liên hiệp kháng chiến thì chức vụ này được giao cho Nguyễn Tường Tam đảm nhiệm. Trong chính phủ Liên hiệp kháng chiến có 13 bộ nhưng chỉ có 10 bộ trưởng, ông Trương Đình Tri kiêm nhiệm bộ trưởng của bốn bộ là Xã hội, Y tế, Cứu quốc và Lao động; đồng thời không còn chức bộ trưởng không bộ nữa, đây cũng là chính phủ đầu tiên chính thức được quốc hội thông qua.
Hiện tại Chính phủ Việt Nam có 14 bộ và 15 bộ trưởng, trong đó một vị là bộ trưởng của Văn phòng Chính phủ.

## Danh sách các bộ

### Hiện đang hoạt động
| STT | Bộ                           | Bộ trưởng                    | Ngày thành lập |
| --- | ---------------------------- | ---------------------------- | -------------- |
| 1   | Quốc phòng                   | Đại tướng Phan Văn Giang     | 27/8/1945      |
| 2   | Công an                      | Đại tướng Lương Tam Quang    | 19/8/1945      |
| 3   | Ngoại giao                   | Bùi Thanh Sơn                | 28/8/1945      |
| 4   | Nội vụ                       | Phạm Thị Thanh Trà           | 28/8/1945      |
| 5   | Tư pháp                      | Nguyễn Hải Ninh              | 28/8/1945      |
| 6   | Dân tộc và Tôn giáo          | Đào Ngọc Dung                | 18/2/2025      |
| 7   | Tài chính                    | Nguyễn Văn Thắng             | 28/8/1945      |
| 8   | Công Thương                  | Nguyễn Hồng Diên             | 28/8/1945      |
| 9   | Nông nghiệp và Môi trường    | Đỗ Đức Duy                   | 18/2/2025      |
| 10  | Xây dựng                     | Trung tướng Trần Hồng Minh   | 29/4/1958      |
| 11  | Văn hóa, Thể thao và Du lịch | Nguyễn Văn Hùng              | 28/8/1945      |
| 12  | Khoa học và Công nghệ        | Thiếu tướng Nguyễn Mạnh Hùng | 4/3/1959       |
| 13  | Giáo dục và Đào tạo          | Nguyễn Kim Sơn               | 28/8/1945      |
| 14  | Y tế                         | Đào Hồng Lan                 | 28/8/1945      |

### Từng tồn tại
| STT | Bộ                                           | Thời gian tồn tại | Tình trạng |
| --- | -------------------------------------------- | ----------------- | --- |
| 1   | Quốc phòng                                   | 1945–1946         | hợp nhất với Quân sự Ủy viên hội thành Bộ Quốc phòng – Tổng Chỉ huy                                                     |
| 2   | Thông tin, Tuyên truyền                      | 1945              | đổi tên thành Bộ Tuyên truyền cổ động                                                                                   |
| 3   | Thanh niên                                   | 1945–1946         | giải thể |
| 4   | Quốc dân Kinh tế                             | 1945–1946         | đổi tên thành Bộ Kinh tế                                                                                                |
| 5   | Quốc gia Giáo dục                            | 1945–1946         | đổi tên thành Bộ Giáo dục                                                                                               |
| 6   | Giao thông Công chính                        | 1945–1955         | đổi tên thành Bộ Giao thông và Bưu điện                                                                                 |
| 7   | Lao động                                     | 1945–1946         | giải thể |
| 8   | Cứu tế Xã hội                                | 1945–1946         | hợp nhất với Bộ Y tế thành Bộ Xã hội kiêm Y tế, Cứu tế và Lao động                                                      |
| 9   | Y tế                                         | 1945–1946         | hợp nhất với Bộ Cứu tế Xã hội thành Bộ Xã hội kiêm Y tế, Cứu tế và Lao động                                             |
| 10  | Nội vụ                                       | 1945–1975         | hợp nhất với Bộ Công an thành Bộ Nội vụ                                                                                 |
| 11  | Canh nông                                    | 1945–1955         | giải thể |
| 12  | Tuyên truyền cổ động                         | 1946              | giải thể |
| 13  | Kinh tế                                      | 1946–1951         | đổi tên thành Bộ Công thương                                                                                            |
| 14  | Giáo dục                                     | 1946–1990         | hợp nhất với Bộ Đại học, Trung học chuyên nghiệp và Dạy nghề thành Bộ Giáo dục và Đào tạo                               |
| 15  | Xã hội                                       | 1946              | giải thể |
| 16  | Xã hội kiêm Y tế, Cứu tế và Lao động         | 1946              | tách ra Bộ Y tế |
| 17  | Lao động                                     | 1946–1987         | hợp nhất với Bộ Thương binh và Xã hội thành Bộ Lao động – Thương binh và Xã hội                                         |
| 18  | Cứu tế                                       | 1946–1947         | giải thể |
| 19  | Quốc phòng – Tổng Chỉ huy                    | 1946–1947         | tách thành Bộ Quốc phòng và Bộ Tổng Chỉ huy                                                                             |
| 20  | Công an                                      | 1953–1975         | hợp nhất với Bộ Nội vụ thành Bộ Nội vụ                                                                                  |
| 21  | Thương binh – Cựu binh                       | 1947–195          | giải thể |
| 22  | Quốc phòng                                   | 1947–1948         | hợp nhất với Bộ Tổng Chỉ huy thành Bộ Quốc phòng – Tổng Chỉ huy                                                         |
| 23  | Tổng Chỉ huy                                 | 1947–1948         | hợp nhất với Bộ Tổng Chỉ huy thành Bộ Quốc phòng – Tổng Chỉ huy                                                         |
| 24  | Quốc phòng – Tổng Chỉ huy                    | 1948–1949         | đổi tên thành Bộ Quốc phòng – Tổng Tư lệnh                                                                              |
| 25  | Quốc phòng – Tổng Tư lệnh                    | 1949–1976         | đổi tên thành Bộ Quốc phòng                                                                                             |
| 26  | Công thương                                  | 1951–1955         | tách thành Bộ Công nghiệp và Bộ Thương nghiệp                                                                           |
| 27  | Tuyên truyền                                 | 1954–1955         | đổi tên thành Bộ Văn hóa                                                                                                |
| 28  | Nông lâm                                     | 1955–1960         | tách thành Bộ Nông nghiệp và Bộ Nông trường                                                                             |
| 29  | Thủy lợi và Kiến trúc                        | 1955–1958         | tách thành Bộ Kiến trúc và Bộ Thủy lợi                                                                                  |
| 30  | Văn hóa                                      | 1955–1977         | hợp nhất với Tổng cục Thông tin thành Bộ Văn hóa và Thông tin                                                           |
| 31  | Thương nghiệp                                | 1955–1958         | tách thành Bộ Nội thương và Bộ Ngoại thương                                                                             |
| 32  | Công nghiệp                                  | 1955–1960         | tách thành Bộ Công nghiệp nặng và Bộ Công nghiệp nhẹ                                                                    |
| 33  | Kiến trúc                                    | 1958–1973         | hợp nhất với Ủy ban Kiến thiết Cơ bản Nhà nước thành Bộ Xây dựng                                                        |
| 34  | Thủy lợi                                     | 1958–1960         | đổi tên thành Bộ Thủy lợi và Điện lợi                                                                                   |
| 35  | Nội thương                                   | 1958–1990         | hợp nhất với Bộ Kinh tế đối ngoại và Bộ Vật tư thành Bộ Thương nghiệp                                                   |
| 36  | Ngoại thương                                 | 1958–1988         | hợp nhất với Uỷ ban Kinh tế đối ngoại hợp nhất thành Bộ Kinh tế đối ngoại                                               |
| 37  | Giao thông và Bưu điện                       | 1955–1960         | đổi tên thành Bộ Giao thông Vận tải                                                                                     |
| 38  | Công nghiệp nặng                             | 1960–1969         | tách thành Bộ Điện và Than và Bộ Cơ khí và Luyện kim                                                                    |
| 39  | Công nghiệp nhẹ                              | 1960–1995         | hợp nhất với Bộ Công nghiệp nặng và Bộ Năng lượng thành Bộ Công nghiệp                                                  |
| 40  | Thủy lợi và Điện lực                         | 1960–1962         | tách thành Bộ Thủy lợi và Tổng cục Điện lực (nhập vào Bộ Công nghiệp nặng)                                              |
| 41  | Giao thông Vận tải                           | 1960–1990         | hợp nhất với Tổng cục Bưu điện và Cục Hàng không dân dụng thành Bộ Giao thông Vận tải và Bưu điện                       |
| 42  | Thủy lợi                                     | 1962–1995         | hợp nhất với Bộ Nông nghiệp và Công nghiệp thực phẩm, Bộ Lâm nghiệp thành Bộ Nông nghiệp và Phát triển nông thôn        |
| 43  | Nông nghiệp                                  | 1960–1971         | hợp nhất với Bộ Nông trường thành Ủy ban Nông nghiệp Trung ương (đổi tên thành Bộ Nông nghiệp năm 1976)                 |
| 44  | Nông trường                                  | 1960–1971         | hợp nhất với Bộ Nông nghiệp thành Ủy ban Nông nghiệp Trung ương (đổi tên thành Bộ Nông nghiệp năm 1976)                 |
| 45  | Nội vụ                                       | 1975–1998         | đổi tên thành Bộ Công an                                                                                                |
| 46  | Thương binh và Xã hội                        | 1975–1987         | hợp nhất với Bộ Lao động thành Bộ Lao động – Thương binh và Xã hội                                                      |
| 47  | Đại học và Trung học chuyên nghiệp           | 1965–1988         | hợp nhất với Tổng cục Dạy nghề thành Bộ Đại học, Trung học chuyên nghiệp và Dạy nghề                                    |
| 48  | Vật tư                                       | 1969–1990         | hợp nhất với Bộ Kinh tế đối ngoại, Bộ Nội thương thành Bộ Thương nghiệp                                                 |
| 49  | Điện và Than                                 | 1969–1981         | tách thành Bộ Điện lực và Bộ Mỏ và Than                                                                                 |
| 50  | Cơ khí và Luyện kim                          | 1969–1990         | đổi tên thành Bộ Công nghiệp nặng                                                                                       |
| 51  | Lương thực và Thực phẩm                      | 1969–1981         | tách thành Bộ Công nghiệp thực phẩm và Bộ Lương thực                                                                    |
| 52  | Nông nghiệp                                  | 1976–1987         | hợp nhất với với Bộ Lương thực và Bộ Công nghiệp thực phẩm thành Bộ Nông nghiệp và Công nghiệp thực phẩm                |
| 53  | Hải sản                                      | 1976–1981         | đổi tên thành Bộ Thủy sản                                                                                               |
| 54  | Lâm nghiệp                                   | 1976–1995         | hợp nhất với Bộ Nông nghiệp và Công nghiệp thực phẩm, Bộ Thủy lợi thành Bộ Nông nghiệp và Phát triển nông thôn          |
| 55  | Văn hóa và Thông tin                         | 1977–1981         | tách thành Bộ Văn hóa và Bộ Thông tin                                                                                   |
| 56  | Thủy sản                                     | 1981–2007         | sáp nhập vào Bộ Nông nghiệp và Phát triển nông thôn                                                                     |
| 57  | Công nghiệp thực phẩm                        | 1981–1987         | hợp nhất với với Bộ Lương thực và Bộ Nông nghiệp thành Bộ Nông nghiệp và Công nghiệp thực phẩm                          |
| 58  | Điện lực                                     | 1981–1987         | hợp nhất với Bộ Mỏ và Than thành Bộ Năng lượng                                                                          |
| 59  | Mỏ và Than                                   | 1981–1987         | hợp nhất với Bộ Điện lực thành Bộ Năng lượng                                                                            |
| 60  | Văn hóa                                      | 1981–1990         | hợp nhất Bộ Thông tin, Tổng cục Thể dục Thể thao và Tổng cục Du lịch thành Bộ Văn hóa – Thông tin – Thể thao và Du lịch |
| 61  | Thông tin                                    | 1981–1990         | hợp nhất Bộ Văn hóa, Tổng cục Thể dục Thể thao và Tổng cục Du lịch thành Bộ Văn hóa – Thông tin – Thể thao và Du lịch   |
| 62  | Lương thực                                   | 1981–1987         | hợp nhất với với Bộ Nông nghiệp và Bộ Công nghiệp thực phẩm thành Bộ Nông nghiệp và Công nghiệp thực phẩm               |
| 63  | Nông nghiệp và Công nghiệp thực phẩm         | 1987–1995         | hợp nhất với Bộ Lâm nghiệp và Bộ Thủy lợi thành Bộ Nông nghiệp và Phát triển nông thôn                                  |
| 64  | Năng lượng                                   | 1987–1995         | hợp nhất với Bộ Công nghiệp nặng và Bộ Công nghiệp nhẹ thành Bộ Công nghiệp                                             |
| 65  | Kinh tế đối ngoại                            | 1988–1990         | hợp nhất với Bộ Nội thương và Bộ Vật tư thành Bộ Thương nghiệp                                                          |
| 66  | Đại học, Trung học chuyên nghiệp và Dạy nghề | 1988–1990         | hợp nhất với Bộ Giáo dục thành Bộ Giáo dục và Đào tạo                                                                   |
| 67  | Văn hóa – Thông tin – Thể thao và Du lịch    | 1990–1991         | đổi tên thành Bộ Văn hóa – Thông tin và Thể thao                                                                        |
| 68  | Thương nghiệp                                | 1990–1991         | đổi tên thành Bộ Thương mại và Du lịch                                                                                  |
| 69  | Công nghiệp nặng                             | 1990–1995         | hợp nhất với Bộ Năng lượng và Bộ Công nghiệp nhẹ thành Bộ Công nghiệp                                                   |
| 70  | Giao thông Vận tải và Bưu điện               | 1990–1992         | đổi tên thành Bộ Giao thông Vận tải                                                                                     |
| 71  | Văn hóa – Thông tin và Thể thao              | 1991–1992         | đổi tên thành Bộ Văn hóa – Thông tin                                                                                    |
| 72  | Thương mại và Du lịch                        | 1991–1992         | đổi tên thành Bộ Thương mại                                                                                             |
| 73  | Văn hóa – Thông tin                          | 1992–2007         | sáp nhập mảng văn hóa của Bộ với Ủy ban Thể dục Thể thao, Tổng cục Du lịch thành Bộ Văn hóa, Thể thao và Du lịch        |
| 74  | Khoa học, Công nghệ và Môi trường            | 1992–2002         | tách thành Bộ Khoa học và Công nghệ và Bộ Tài nguyên và Môi trường                                                      |
| 75  | Thương mại                                   | 1992–2007         | hợp nhất với Bộ Công nghiệp thành Bộ Công thương                                                                        |
| 76  | Công nghiệp                                  | 1995–2007         | hợp nhất với Bộ Thương mại thành Bộ Công thương                                                                         |
| 77  | Bưu chính, Viễn thông                        | 2002–2007         | hợp nhất với Cục Báo chí, Cục Xuất bản (Bộ Văn hóa – Thông tin) thành Bộ Thông tin và Truyền thông                      |
| 78  | Kế hoạch và Đầu tư                           | 1995-2025         | sáp nhập vào Bộ Tài chính                                                                                               |
| 79  | Lao động – Thương binh và Xã hội             | 1987-2025         | sáp nhập vào Bộ Nội vụ                                                                                                  |
| 80  | Giao thông Vận tải                           | 1955-2025         | sáp nhập vào Bộ Xây dựng                                                                                                |
| 81  | Thông tin và Truyền thông                    | 2007-2025         | sáp nhập vào Bộ Khoa học và Công nghệ                                                                                   |
| 82  | Nông nghiệp và Phát triển nông thôn          | 1995-2025         | hợp nhất với Bộ Tài nguyên và Môi trường thành Bộ Nông nghiệp và Môi trường                                             |
| 83  | Tài nguyên và Môi trường                     | 2002-2025         | hợp nhất với Bộ Nông nghiệp và Phát triển nông thôn thành Bộ Nông nghiệp và Môi trường                                  |